# Nadia Russ
Nadia Russ (* 13. prosince 1959 Konotop), vlastním jménem Naděžda Ivanovna Maloletněva (Надежда Ивановна Малолетнева), je rusko-ukrajinská malířka.

## Biografie
Pochází z vojenské rodiny, v roce 1979 se přestěhovala do Moskvy, zde začala v roce 1989 malovat. V letech 1996–2000 žila na Bahamách, od roku 2000 působí ve Spojených státech (New York, Florida). Pro označení stylu svých děl používá pojem „NeoPopRealism“ (tj. neopoprealismus). V USA poprvé vystavovala v New Yorku v roce 1992, její malby jsou součástí sbírek několika muzeí v New Yorku, Vídni, Simferopolu, Miami, Konotopu nebo Fort Lauderdale. Je také autorkou několika publikací o stylu NeoPopRealism, ve kterých čtenářům popisuje, jak vytvořit neopoprealistické dílo.

## NeoPopRealism

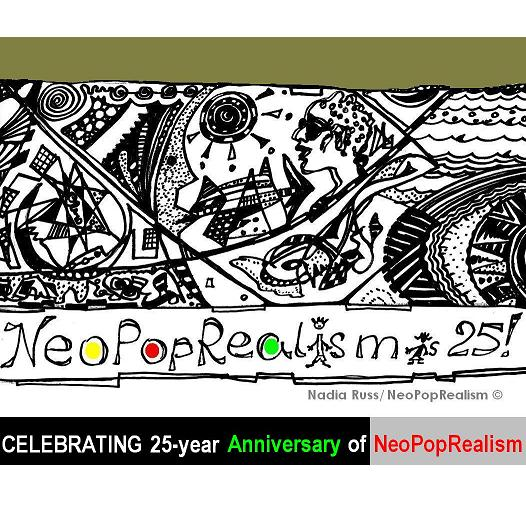
NeoPopRealism slaví 25 let

NeoPopRealism podle své autorky v sobě snoubí jednoduchost, přímočarost a filozofické polohy a vyznačuje se výraznou obrazností, živostí a energií. Má bořit také psychické limity a otevírá představivost umělce. Nadia Russ vymyslela tento styl v roce 1989 s cílem zbavit se nežádoucích omezení, která umělci brání v tom, aby se vymanil z realistického rozpoložení.
V ukrajinském deníku Panorama se o jejím umění uvádí: „Různí lidé na její díla pohlížejí rozdílně… nicméně všichni se shodnou, že je její umění něčím novým a zcela výjimečným.“ V časopise NYArts píšou, že „… její kompozice jsou harmonické a zároveň náročné na vstřebání. Z barevných kombinací či námětů někdy ‚lezou oči z důlků‘… díky černým obrysům mají její malby přesně vymezený, rozhodný, grafický charakter.“
Nadia Russ sepsala v roce 2004 tzv. 10 neopoprealistických principů pro šťastnější život („10 NeoPopRealism Canons for Happier Life“), jejichž záměrem je nastolit ve světě mír a zastavit konflikty lidí různých kultur a vyznání.
Při příležitosti 25. výročí vzniku stylu uspořádalo nakladatelství NeoPopRealism Press mezinárodní soutěž v neopoprealistickém umění určenou pro profesionální umělce a studenty z celého světa.